# Galaxy Zoo
Galaxy Zoo – jeden z ogólnodostępnych internetowych projektów astronomicznych rozpoczęty w 2007 roku, w którym uczestnicy klasyfikują galaktyki na podstawie zdjęć wykonanych automatycznie przez 2,5-metrowy teleskop Sloan Digital Sky Survey, znajdujący się w Apache Point Observatory w stanie Nowy Meksyk. Został zainspirowany projektem Stardust@home, w którym internauci zostali poproszeni przez NASA o znalezienie śladów pyłu kosmicznego na zdjęciach z misji Stardust. Galaxy Zoo jest wspólnym projektem uniwersytetów Oxford, Portsmouth oraz organizacji Fingerprint Digital Media z Belfastu.
Od lutego 2009 realizowany był drugi etap projektu pod nazwą Galaxy Zoo 2, a od kwietnia 2010 kolejny – Galaxy Zoo: Hubble, który tym razem wykorzystuje zdjęcia setek tysięcy galaktyk pochodzące z archiwum teleskopu Hubble’a w NASA. Do tej pory w projekcie Galaktyczne Zoo wzięło udział ponad 350 000 osób. Dzięki temu powstała ogromna baza danych, a odkryciami poczynionymi przez uczestników zajęły się teleskopy na Ziemi i w kosmosie. Zdjęcia w projekcie Galaxy Zoo: Hubble są bardziej szczegółowe i umożliwiają bardziej dogłębne zbadanie Wszechświata, niż było to możliwe do tej pory.
Z tego projektu wywodzi się zakrojona na szeroką skalę inicjatywa nazwana „Zooniverse”, do której należą również m.in. takie zoo-projekty jak: Galaxy Zoo Mergers, Galaxy Zoo Supernovae, Solar Stormwatch, Galaxy Zoo: Hubble, Moon Zoo, Old Weather, Milky Way Project oraz Planet Hunters.